# 佐藤聖一郎
佐藤 聖一郎（さとう せいいちろう、1975年（昭和50年）10月2日 - ）は、日本の政治家。北海道余市郡仁木町長（3期）。

## 概要
札幌市立伏見中学校から、アメリカ合衆国マサチューセッツ州のクッシングアカデミー入学。卒業後、武蔵大学人文学部入学。卒業後再び留学、カリフォルニア州ロサンゼルスのFIDMで空間デザインを学ぶ。卒業後帰国し、実父佐藤静雄衆議院議員の秘書をつとめた。(株)ジャパンドリームカンパニー専務／(株)ノースビジョン専務、小樽市の青年会議所理事も務めた。
2011年北海道議会議員選挙・小樽選挙区でみんなの党推薦の無所属で立候補して落選。2013年、仁木町長に無投票当選。